# Wægmunding
I Wægmunding erano probabilmente un clan (o ätt) importante dei Sueoni; vengono nominati nel Beowulf. Il nome Wægmunding significa "appartenente a Wægmund", cioè discendente di un uomo chiamato Wægmund; questo è un modo comune di chiamare un clan germanico: si vedano per esempio i Völsungar (discendenti da Volsung), i Folkung (discendenti da Folke) e gli Ynglingar (discendenti da Yngvi-Freyr).
Membri importanti del clan sono:
- Wægmund (il capostipite);
- Ælfhere (un membro del clan in quanto Wiglaf è detto essere suo parente);
- Ecgþeow (unitosi ai Danesi e ai Geati poiché bandito dalla sua terra per aver ucciso un uomo di un altro clan);
- Beowulf (figlio di Ecgþeow ed eroe del poema omonimo);
- Weohstan (campione svedese ed uccisore del principe fuggitivo suo compatriota, Eanmund);
- Wiglaf (l'ultimo dei Wægmunding e figlio di Weohstan, combatté a fianco di Beowulf contro il drago).

La storia di questo clan nel Beowulf comincia con l'uccisione da parte di Ecgþeow di un uomo, Heaðolaf, di un altro clan, i Wulfing (probabilmente i re dei meno noti Geati Orientali). Poiché i Wægmunding non vollero o non poterono pagare il guidrigildo, Ecgþeow fu bandito e cercò rifugio presso i Daner. Il re danese Hroðgar pagò il guidrigildo e fece fare un giuramento di amicizia ad Ecgþeow; più tardi, Ecgþeow servì i Geati e si distinse a tal punto da sposare la figlia di Hreðel, re dei Geati, da cui ebbe un figlio, Beowulf.
Durante le guerre tra Sueoni e Geati, un parente stretto di Ecgþeow, Weohstan, combatté per Onela re dei Sueoni ed uccise il nipote del suo re, Eanmund. Il fatto che questi personaggi siano Wægmunding spiega perché il guerriero svedese Wiglaf divenne il braccio destro di Beowulf anche se suo padre aveva combattuto contro i Geati: poiché Ecgþeow, padre di Beowulf, era un parente stretto di Weohstan, padre di Wiglaf, non sorprende il fatto che Wiglaf (dopo la morte del padre) si unì al suo parente Beowulf in Götaland e che Beowulf si prese cura del giovane svedese.